# امامزاده چهار بزرگوار
امامزاده چهار بزرگوار مربوط به دوره صفوی است و در شهرستان نطنز، بخش مرکزی، دهستان طرق رود، روستای مزده واقع شده و این اثر در تاریخ ۲۷ آبان ۱۳۸۶ با شمارهٔ ثبت ۲۰۲۸۵ به‌عنوان یکی از آثار ملی ایران به ثبت رسیده است.